# Péter Módos
Péter Módos (* 17. prosince 1987 Szigetvár) je bývalý maďarský reprezentant v zápase řecko-římském bantamové váhy. V letech 2006 a 2007 se stal juniorským mistrem Evropy. Na mistrovství Evropy v zápasu řecko-římském obsadil třetí místo v letech 2008 a 2010 a druhé místo v roce 2012. O účast na Letních olympijských hrách 2008 ho na poslední chvíli připravila nemoc.
Pátým místem na mistrovství světa v zápasu řecko-římském 2011 se kvalifikoval na Letní olympijské hry 2012 v Londýně, kde ve čtvrtfinále podlehl celkovému vítězi Hamídu Suriánovi z Íránu a z oprav se dostal k bronzové medaili, když v rozhodujícím zápase porazil Dána Håkana Nybloma. Po olympiádě získal cenu Junior Prima díj pro významné maďarské osobnosti mladší třiceti let.
Na mistrovství světa v zápasu řecko-římském 2013 v Budapešti skončil opět na třetím místě. Ve své kariéře získal čtyři tituly mistra Maďarska. Působil v klubu KSI Budapešť a také v německém KSV Köllerbach. Po řadě zranění oznámil v roce 2017 konec zápasnické kariéry a stal se trenérem.